# Blooming Prairie
Blooming Prairie is een plaats (city) in de Amerikaanse staat Minnesota, en valt bestuurlijk gezien onder Dodge County en Steele County.

## Demografie
Bij de volkstelling in 2000 werd het aantal inwoners vastgesteld op 1933.
In 2006 is het aantal inwoners door het United States Census Bureau geschat op 1972, een stijging van 39 (2,0%).

## Geografie
Volgens het United States Census Bureau beslaat de plaats een oppervlakte van
3,5 km², geheel bestaande uit land. Blooming Prairie ligt op ongeveer 393 m boven zeeniveau.

## Plaatsen in de nabije omgeving
De onderstaande figuur toont nabijgelegen plaatsen in een straal van 20 km rond Blooming Prairie.